# West of Scotland Championships 1922
Die West of Scotland Championships 1922 im Badminton fanden vom 10. bis zum 11. November 1922 in Paisley statt. Es war die erste Austragung dieser internationalen Meisterschaften von Westschottland.

## Austragungsort
- Paisley Club, Paisley

## Sieger und Platzierte
| Disziplin    | Gold                             | Silber                          | Bronze                              |
| ------------ | -------------------------------- | ------------------------------- | ----------------------------------- |
| Herreneinzel | W. K. Tillie                     | George Alan Thomas              | H. A. Gardner                       |
| Herreneinzel | W. K. Tillie                     | George Alan Thomas              | H. E. B. Neilson                    |
| Dameneinzel  | Margaret Tragett                 | J. H. Hamilton                  | Costs                               |
| Dameneinzel  | Margaret Tragett                 | J. H. Hamilton                  | Crabbie                             |
| Herrendoppel | H. A. Gardner George Alan Thomas | J. W. Millar W. T. Henderson    | D. M. Campbell O. R. Patrick        |
| Herrendoppel | H. A. Gardner George Alan Thomas | J. W. Millar W. T. Henderson    | H. E. B. Neilson G. Russell         |
| Damendoppel  | Margaret Tragett R. Farquhar     | Crabbie                         | J. C. Crawford Fyfe                 |
| Damendoppel  | Margaret Tragett R. Farquhar     | Crabbie                         | A. F. Lamb M. F. Lamb               |
| Mixed        | H. A. Gardner Margaret Tragett   | George Alan Thomas Lady Ranburn | W. T. Henderson M. C. F. MacFarlane |
| Mixed        | H. A. Gardner Margaret Tragett   | George Alan Thomas Lady Ranburn | E. R. Butcher Crabbie               |

## Referenzen
- The Glasgow Herald, 28. Oktober 1922
- The Glasgow Herald, 13. November 1922